# Cappella austro-ungarica di Sant'Efisio e San Gavino
La cappella austro-ungarica di Sant'Efisio e San Gavino, nota semplicemente come cappella austro-ungarica, è un edificio religioso situato nell'isola dell'Asinara a Porto Torres. È stata edificata dai prigionieri di guerra austro-ungarici durante la prima guerra mondiale.

## L'edificio
Edificio di modeste dimensioni, la cappella fu decorata dal prigioniero ungherese György Nemess, che realizzò la Pietà nella lunetta sopra l'ingresso. Lo stesso Nemess scolpì due statue rappresentanti San Gavino e Sant'Efisio che vennero poste sulla scalinata davanti alla cappella; oggi andate perdute ad eccezione dei due piedistalli ancora presenti.